# Меморіал воїнам Османської армії у Стрижавці
Меморіал воїнам Османської армії 1881 року — меморіал у Стрижавці, присвячений воїнам, загиблим в російському полоні під час російсько-османської війни (1877—1878). Меморіал розташований по вул. Алеї 46 поруч із дитсадком «Казка».

## Історія створення
В 1877-78 роках, під час чергової російсько-османської війни, у полон до російської армії потрапили 115 984 турецьких воїнів, що на той час було майже половиною Османської армії. В 1877 році російська влада орендувала у Стрижавці палац для шпиталю, де під наглядом лікували поранених та хворих воїнів. Частина з них померла від ран. Поруч із християнськими цвинтарями на ділянці поля з ініціативи графа Тадеуша Ґрохольського було засноване мусульманське кладовище, по периметру якого висадили хвойні дерева та викопали рів. Впродовж 1879—1881 рр. Тадеуш повернув під контроль раніше відібраний російською владою родинний маєток у Стрижавці. Займаючись відновленням господарства і впорядкуванням території, граф вирішив вшанувати пам'ять 49 померлих у шпиталі воїнів Османської армії, облаштувавши меморіал. Задля цього він замовив у Стамбулі мармурову плиту із каліграфічним написом староосманською мовою, півмісяцем та п'ятикутною зіркою.

## Віднайдення та реставрація
Після окупації України російськими більшовицькими військами в 1920 році мусульманське кладовище було сплюндроване, а меморіал засипано сміттям. В 2018 році місцеві жителі віднайшли меморіальну плиту. Директор Дослідницького центру турецького і арабського світу доктор Мехмет Тютюнджю переклав зі староосманської текст меморіалу і встановив, кому він був присвячений. Реставрацію було профінансовано Стипендією Генрика і Майї Ґрохольських, Генеральним консульством Польщі.
31 серпня 2023 року у Вінницькому музеї провели презентацію проекту відновлення, де директор музею Олександр Федоришен звернувся до голови вінницької громади азербайджанців «Атеш» Абушова Теймура з проханням взяти на себе фінансування частини затрат для завершення реставрації.
28 вересня 2023 року відбулося офіційне відкриття відреставрованого меморіалу за участі директора музею Олександра Федоришена, головного архітектора Вінниці Євгена Совінського, Генрика Ґрохольського (правнука графа Тадеуша Ґрохольського), селищного голови Стрижавки Михайла Демченка, голови Вінницької міської громади азербайджанців «Атеш» Теймура Абушова, старшого помічника військового аташе Посольства Республіки Азербайджан в Україні Ібрагіма Гусейнова, третього Секретаря Посольства Туреччини в Україні Гульшу Акай, представника військового аташе посольства Республіки Туреччина в Україні сержанта І-го класу Сердара Алтуна, координатора Турецької агенції співробітництва Ях'я Кемаль-Тунка, блогера Вадима Постернака та керівника конгреса азербайджанців України, голови асамблеї національностей Ровшана Тагієва.
Генрик Ґрохольський, правнук графа, підкреслив важливість відновлення меморіалу під час російської агресії, щоб продемонструвати єдність польського, турецького, азербайджанського та українського народів у боротьбі проти російської імперії.
Цей османський меморіал є унікальним та єдиним (за винятком Криму), що зберігся на території України з ХІХ століття.

## Галерея

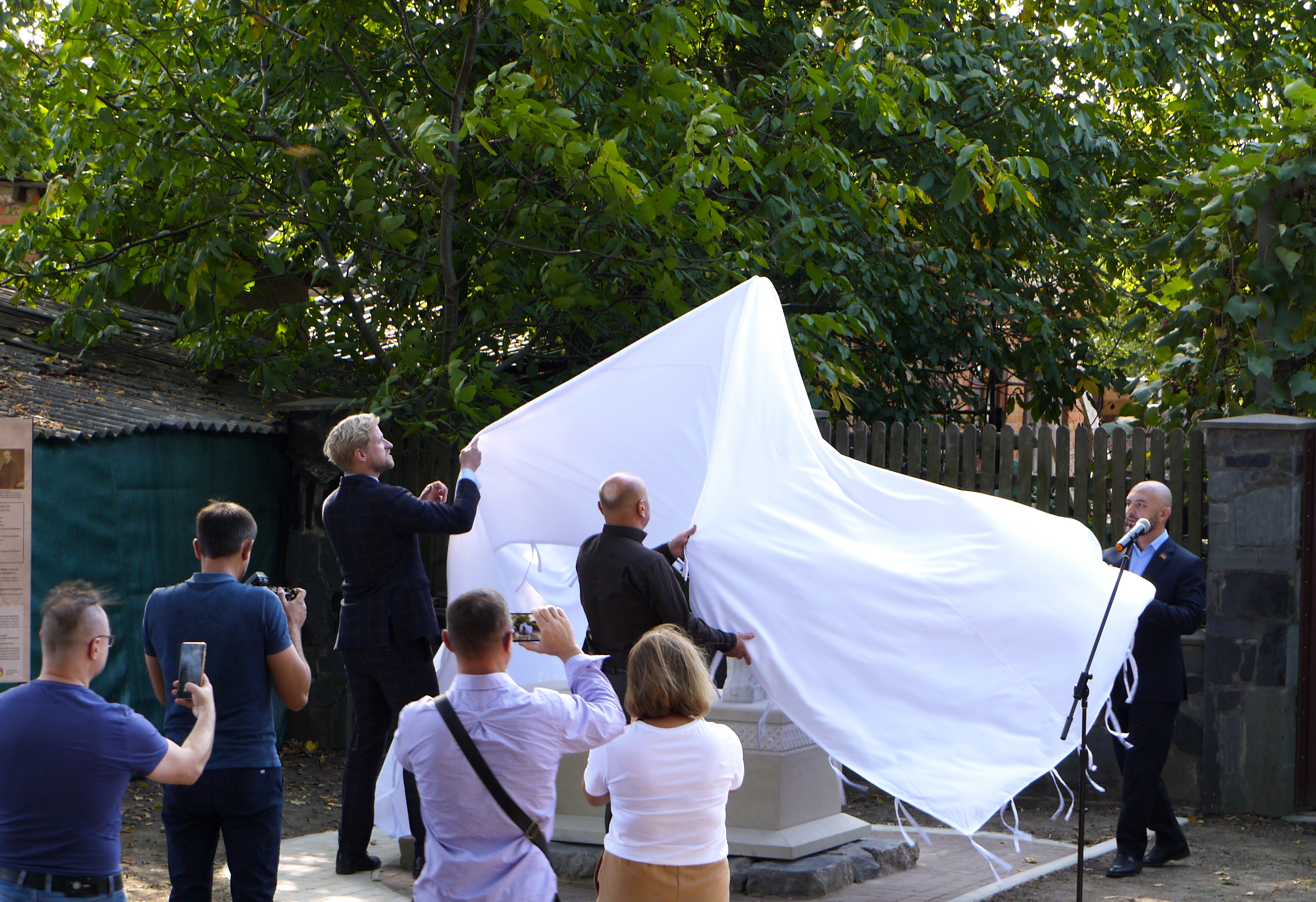
Офіційне відкриття пам'ятника після реставрації
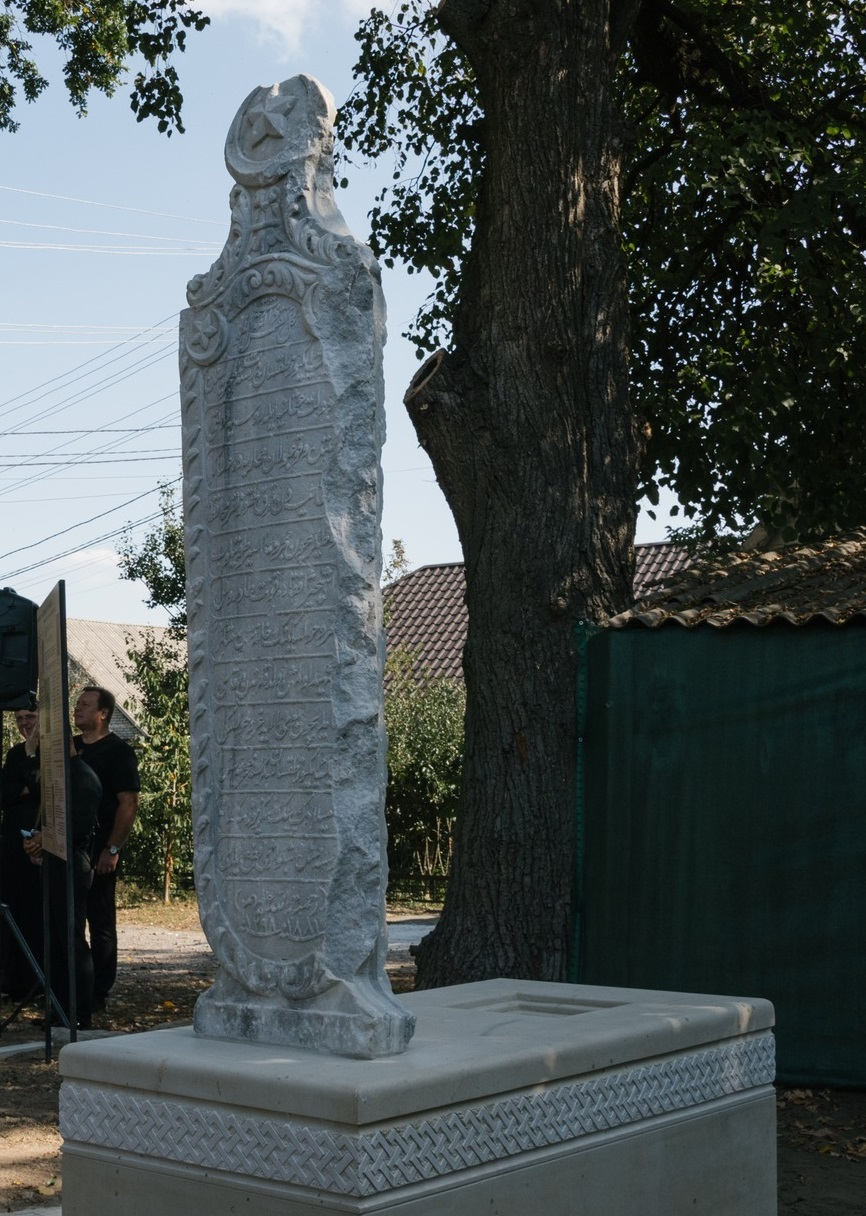
Меморіал воїнам Османської армії в день його офіційного відкриття після реставрації 28 вересня 2023 року
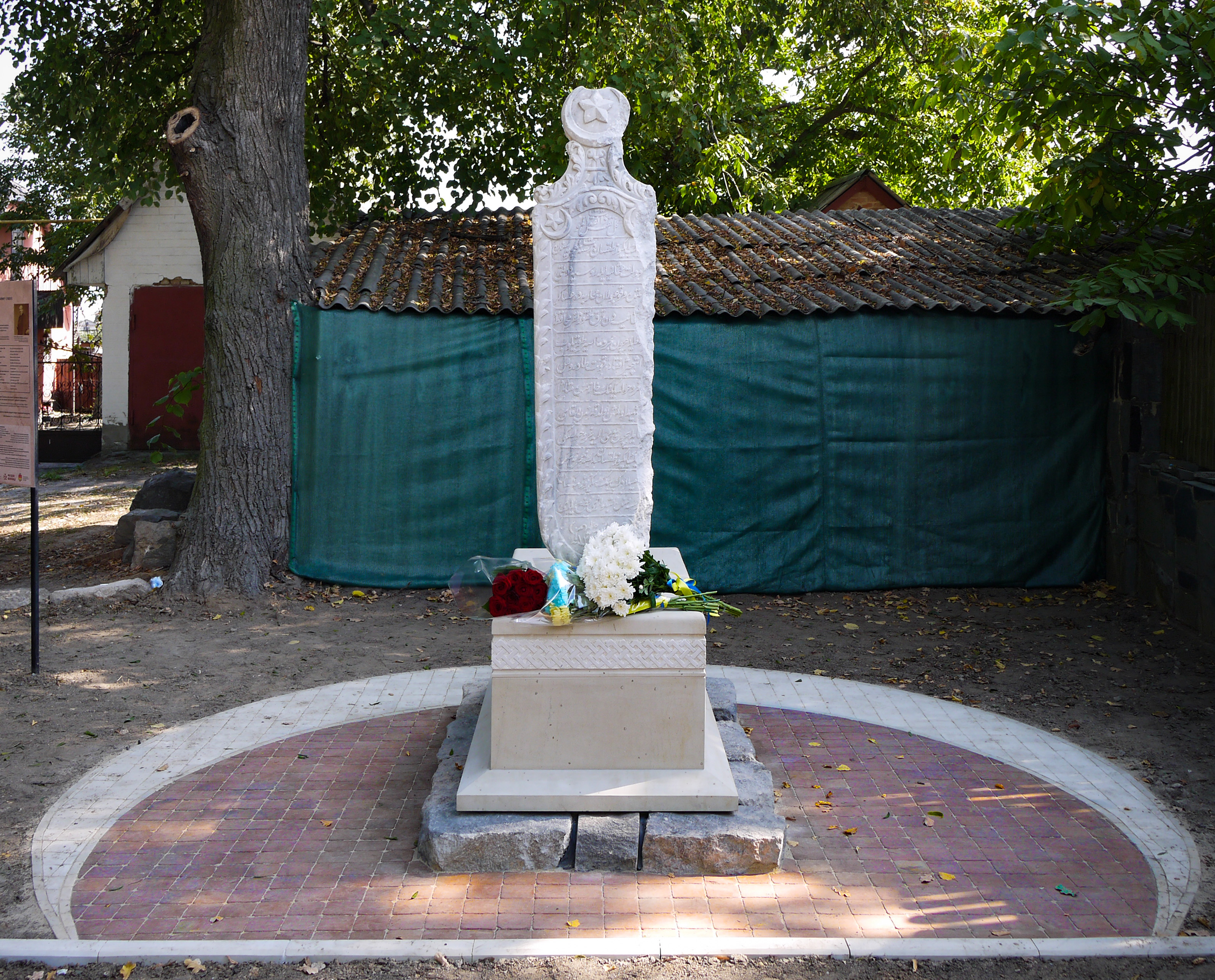
Меморіал воїнам Османської армії у Стрижавці
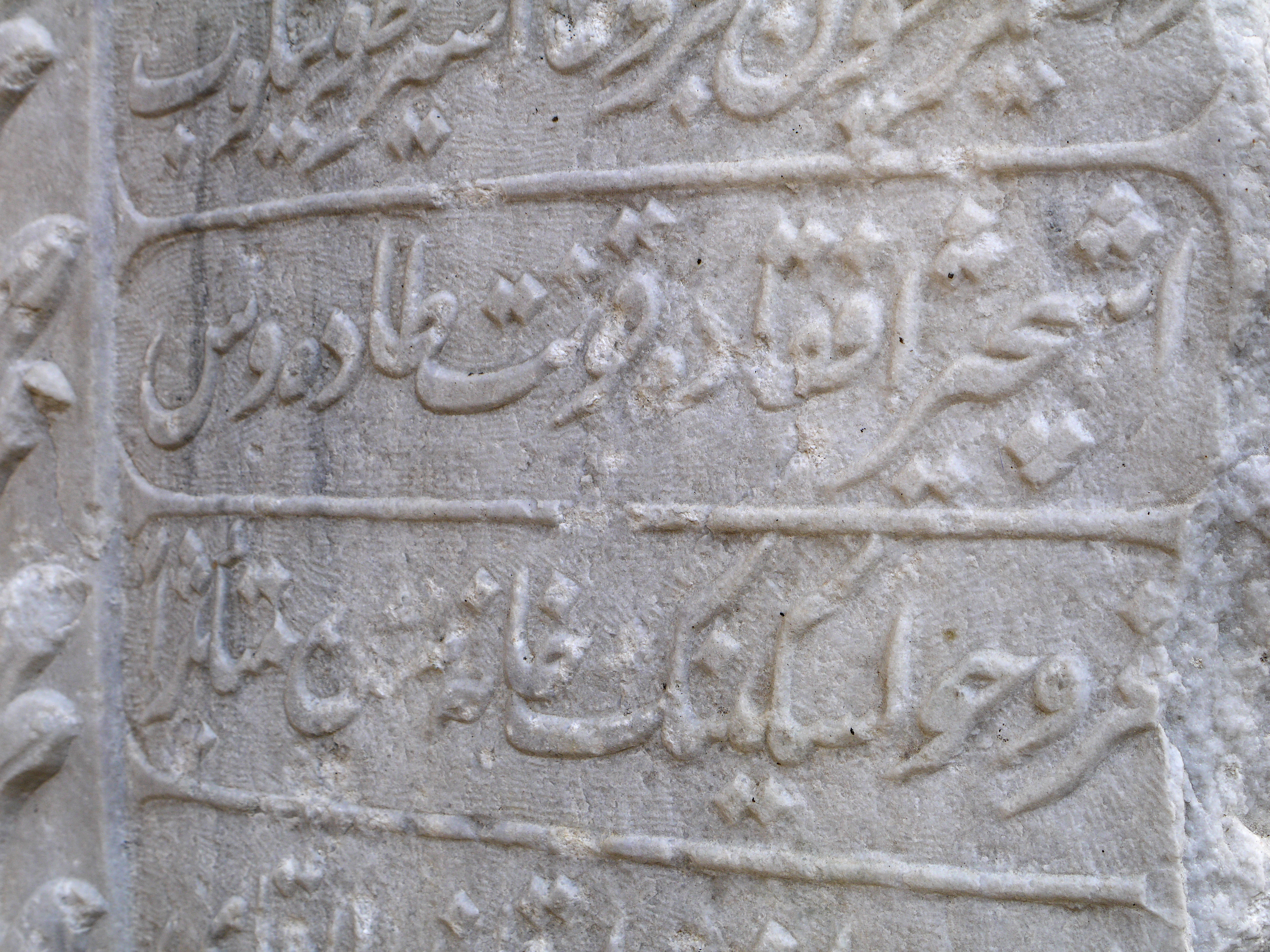
Фрагмент пам'ятника